# Anisus septemgyratus
Anisus septemgyratus is een slakkensoort uit de familie van de Planorbidae. De wetenschappelijke naam van de soort is voor het eerst geldig gepubliceerd in 1835 door Rossmassler.
Anisus:
leucostoma · 
septemgyratus · 
spirorbis · 
vortex · 
vorticulus

Gyraulus:
acronicus · 
albus · 
chinensis · 
crista · 
laevis · 
parvus · 
riparius · 
rossmaessleri

Planorbarius:
corneus · 
†peetersi · 
Planorbella:
anceps · 
duryi · 
trivolvis · 
Planorbis:
carinatus · 
planorbis

Overig:
Bathyomphalus contortus · Helisoma nigricans · Hippeutis complanatus · Menetus dilatata · Segmentina nitida